# 中島有香
中島 有香（なかしま ゆか、1979年〈昭和54年〉5月11日 - ）は、テレビせとうち（TSC）の女性アナウンサー。岡山県岡山市出身。

## 略歴
岡山県立岡山城東高等学校、国立音楽大学卒業後、2002年にTSC入社。
岡山・香川地区の地上デジタル放送推進大使も務めたこともある。またTSCホームページ内に「ユカスタ」なる個人ページも持っており、その中ではブログも掲載している。2006年にはブログをまとめた本『まるわかり!中島有香』が岡山・香川の主要書店で発売され、サイン会も実施、2008年5月にはファンが集まり誕生日会が開催された。
2000年、着物の女王岡山県代表となり、その模様が岡山放送で放送された。なお中国四国地方代表も務め、全国大会にも出場した。
2001年3月24日、芸予地震が発生した際、テレビ新広島のアナウンサー試験を受けていた最中で、地震に対して動揺する映像が全国に放送された。
2002年、ミス・インターナショナルでファイナリスト10名（水着審査、ドレス審査）に選ばれる。
2007年、『超劇場版ケロロ軍曹2 深海のプリンセスであります!』にチョイ役で出演することがブログで明らかになった。これはテレビ東京系6局のアナウンサーが各局一人出演するということである。
2008年11月、結婚（夫は関西高等学校OB）。
2009年4月20日に自身のHPのユカスタで一卵性の双子を妊娠していることを報告。同月29日の『ザニュースTSC』の放送で翌月から産休に入ることを視聴者に報告し、約7年務めたキャスターを降板。
2011年春ごろに職場復帰。以降、平日朝の『せとうちパレット930』でリポーターなどを担当した後、2012年4月からは、平日夕方の『news5』で3年ぶりにキャスターを務めた。

## 人物
大学時代、先述のとおり数々のミスコンテストに出場した経験があるほか、『JJ』『Cancam』の読者モデルを務めるなど、ファッションに敏感である。
君島十和子の大ファンである。
2009年に双子を出産した。

## 現在の担当番組
- ななスパ///（MC[4]、2020年3月30日～[4]）

## 過去に担当していた番組
- ザニュースTSCキャスター
- 熱烈歓迎!家族的食堂メイン
- 千客万来!家族的食堂メイン
- FreePass〜音楽専科〜ナビゲーター
- 全日本大学女子選抜駅伝（テレビ東京系）中継所実況リポート
- せとうちパレット930（レポーター、ナレーション）
- みらいリンリンおかやま（岡山市の広報番組）
- TSCnews5（キャスター・月～金担当、2012年4月～[2]）
- プライド せとうち経済のチカラ（MC[5]、2018年3月31日の『キックオフスペシャル』[6]、レギュラー放送版は2018年4月21日～2020年3月21日[7][8]）

## 著作
- 『まるわかり!中島有香』ザ・メディアジョン（2006年）　ISBN 4862500072／ISBN 978-4862500076